# Дунц Альберт Адамович
Альберт Адамович Дунц (латис. Alberts Duncs, 1899, місто Рига, тепер Латвія — 11 березня 1960, місто Рига, тепер Латвія) — латиський радянський діяч, чекіст, 1-й секретар Бауського райкому КП(б) Латвії. Член ЦК КП(б) Латвії. Депутат Верховної ради Латвійської РСР. Депутат Верховної ради СРСР 3-го скликання.

## Життєпис
Народився в родині робітника. Закінчив чотири класи міської школи в місті Ризі.
З 1913 року працював учнем, токарем машинобудівного заводу Мантеля в Ризі. У 1915 році разом із заводом був евакуйований до Харкова та Краматорська. З 1916 року брав активну участь у робітничих страйках на Краматорському машинобудівному заводі.
Член РСДРП(б) з травня 1917 року.
У 1918 році — боєць Свеаборзького загону Всеросійської надзвичайної комісії (ВЧК). У 1918—1919 роках — боєць 1-ї окремої роти ВЧК, служив в охороні Володимира Леніна. З жовтня 1919 року служив наглядачем комендатури ВЧК.
У 1921—1925 роках — слухач Комуністичного університету в Москві.
У 1925—1930 роках — відповідальний секретар Чашницького районного комітету КП(б) Білорусі Вітебської губернії; працівник робітничо-селянської інспекції.
З 1930 до 1932 року працював керуючим шахтами. У 1932—1933 роках — директор на реконструкції заводу «Машинобудівник».
У 1933—1937 роках — начальник політичного відділу машинно-тракторної станції Черкаського району Саратовської області; 1-й секретар Черкаського районного комітету ВКП(б) Саратовської області.
У 1937—1941 роках — заступник директора та викладач історії ВКП(б) Саратовського медичного інституту.
У 1941 році — начальник політичного відділу машинно-тракторної станції.
Під час німецько-радянської війни з 1941 до 1944 року перебував на політичній роботі в Червоній армії. У 1944 році демобілізований за станом здоров'я.
У 1946—1947 роках — заступник завідувача відділу тваринництва ЦК КП(б) Латвії.
У січні 1947 — 1952 року — 1-й секретар Бауського повітового (з січня 1950 року — районного) комітету КП(б) Латвії.
У 1952—1953 роках — 1-й заступник голови виконавчого комітету Ризької обласної ради депутатів трудящих.
З 1955 року — заступник міністра і член колегії Міністерства радгоспів Латвійської РСР.
Потім — персональний пенсіонер у Ризі.
Помер 11 березня 1960 року після тривалої важкої хвороби в місті Ризі.

## Нагороди
- орден Леніна
- медалі